# Mila Boutan
Pour les articles homonymes, voir Boutan.
 (novembre 2018).
Mila Boutan, née en 1936 à Alicante (Espagne), est une auteure, illustratrice et éditrice française de littérature d'enfance et de jeunesse.

## Biographie
Artiste peintre de formation, Mila Boutan étudie à Paris à l'ESAG et à l'École nationale supérieure des beaux-arts. Elle se lance ensuite dans la littérature pour enfants avant de se diversifier (livres, puzzles, boîtes de jeux, livres-jeux, livres-disques).
Elle obtient le prix Graphisme de Bologne en 1979.
Elle anime pendant plusieurs années l'émission de télévision Papivole où elle découpe et déchire des dessins en direct.
Le 1er octobre 1985, elle fonde Mila Éditions dont elle assure la direction jusqu'en 1996.
Elle est la mère de l'illustratrice Soledad Bravi.